# Sujata Koirala
Pour les articles homonymes, voir Koirala et Famille Koirala.
Sujata Koirala (népalais : सुजाता कोइराला née le 1er février 1954 à Biratnagar), est une femme politique népalaise et la seule fille de l'ancien Premier ministre Girija Prasad Koirala. Elle fut ministre des Affaires étrangères dans le gouvernement de Madhav Kumar Nepal. Elle devient vice-Première ministre le 12 octobre 2009.

## Carrière
Sujata Koirala fut cheffe du département des relations internationales du Congrès népalais et membre du Comité central du travail. Elle a été vice-Première ministre et ministre des Affaires étrangères du Népal. Elle est la seconde femme à devenir vice-Première ministre au Népal. La première, Shailaja Acharya (en), est sa cousine.

## Vie privée
Elle a une fille qui s'appelle Melanie Koirala Jost.